# 梅沢重雄
梅沢 重雄（うめざわ しげお、1952年10月10日 - ）は、日本の教育者。

## 経歴
山梨県出身。学校法人日本航空学園の創業家に生まれた。日本航空高等学校航空整備科卒業。明星大学人文学部心理教育学科卒業。
1975年、日本航空学園に教諭として勤務。担任、寮監、運動部顧問、日本航空高等学校校長、日本航空大学校学長、日本航空専門学校学長を歴任、1992年学園理事長に就任した。
2004年4月6日に発足した日本文化チャンネル桜の設立発起人の一人。
2011年12月、プロ野球選手清原和博にゼネラルマネージャーなど学校法人幹部就任を打診したが果たせなかった。のちに覚醒剤取締法違反の罪に問われ起訴された清原が2016年3月17日に保釈される際、身元引受人を申し出たことがある。
2013年7月の第23回参議院議員通常選挙比例区にみんなの党から立候補、9位で落選した。
非政府組織（NGO）国境なき奉仕団本部長、公益財団法人JAA人間力育成協会（現：日本航空教育協会）会長、株式会社ジャネット会長を務める。

## 著作
- 『15歳からのオンリーワン教育 偏差値教育よりも大切なことがある』かんき出版、2013年6月 - 第15回山梨自分史大賞最優秀文化賞受賞
- 『人生でいちばん大切な10の知恵 親子で読む教育勅語』かんき出版、2014年